# Coeloleptops prominens
Coeloleptops prominens är en stekelart som beskrevs av Heinrich 1967. Coeloleptops prominens ingår i släktet Coeloleptops och familjen brokparasitsteklar. Inga underarter finns listade i Catalogue of Life.